# Mercedes-Benz OM 628/OM 629
| Mercedes-Benz        | Mercedes-Benz        |
| -------------------- | -------------------- |
| Mercedes-Benz OM 629 |                      |
| OM 629               |                      |
| Hersteller:          | Mercedes-Benz        |
| Produktionszeitraum: | 1999–2010            |
| Funktionsprinzip:    | Diesel               |
| Bauform:             | Achtzylinder V-Motor |
| Motoren:             | 4,0 Liter (3996 cm³) |
| Vorgängermodell:     | keines               |
| Nachfolgemodell:     | keines               |

Der OM 628 und sein Nachfolger OM 629 sind Turbo-Dieselmotoren mit acht Zylindern in V-Anordnung und Common-Rail-Direkteinspritzung, entwickelt und bis Ende 2010 produziert von Daimler-Benz zum Einsatz in Mercedes-Benz-PKW ab der oberen Mittelklasse.
Das Kürzel „OM“ steht für „Oel-Motor“ (Motor, der mit Leichtöl/Diesel betrieben wird) und bezeichnet seit Beginn der Produktion bis heute die Dieselmotoren der Mercedes-Benz Group.

## Geschichte
Der erste V8-PKW-Dieselmotor von Daimler kam im Sommer 2000 im Mercedes-Modell S 400 CDI der S-Klasse (Baureihe 220) auf den Markt.
In der Folgezeit fand dieser Motortyp als E 400 CDI auch Verwendung in der E-Klasse (W 211) und kam in den Geländewagen G-Klasse und M-Klasse (W 163) zum Einsatz. Je nach Modell leistete er 184 bis 191 kW (250 bis 260 PS).
Mit dem Motor OM 628 konnte Daimler-Chrysler mit den früher erschienenen Angeboten an Achtzylinder-Dieseln der Wettbewerber Audi (A8) und BMW (740d) gleichziehen.
Als Nachfolger kam Mitte 2005 der OM 629 mit höherer Leistung auf den Markt.
Ende 2010 wurde die Baureihe eingestellt; das Motorenkonzept wurde von Daimler nicht weiter verfolgt.
Seit 2017 vergibt Mercedes-Benz wieder die Modellbezeichnung 400 d in der S-Klasse (Baureihe 222) und der E-Klasse (W 213), hier allerdings mit dem Reihensechszylinder-Diesel OM 656.

## OM 628
Der OM 628 kam im Sommer 2000 im Mercedes-Modell S 400 CDI der S-Klasse (Baureihe 220) auf den Markt.
Der Motor hat einen Motorblock aus Aluminium-Sandguss in Bedplate-Bauweise (auf Höhe der Kurbelwelle geteilt) mit gesteckten nassen Zylinderlaufbuchsen aus Gusseisen (Schleuderguss). In das Unterteil sind Verstärkungen der Hauptlager aus GGG eingegossen. Die Bohrung beträgt 86 mm, der Hub 86 mm. Das Verdichtungsverhältnis beläuft sich auf 18,5 : 1. Der Zylinderabstand beträgt 97 mm. Für den Winkel zwischen den Zylinderbänken wurden auf Grund des Bauraums 75° und nicht 90° gewählt wie sonst bei V8-Motoren üblich. Dadurch treten freie Massenkräfte erster Ordnung auf. Um diese auszugleichen, ist über der Kurbelwelle im Zylinder-V eine Ausgleichswelle angeordnet. Für gleichmäßige Zündabstände sind die Hubzapfen der Kurbelwelle geteilt (ohne Zwischenwange). Je Zylinderreihe hat der Motor einen Turbolader mit verstellbaren Turbinen-Leitschaufeln, zwei obenliegende Nockenwellen, sowie vier Ventile pro Zylinder, die über hydraulische Tassenstößel betätigt werden. Die Ladeluft wird über einen Luft-Wasser-Wärmetauscher mit einem zweiten, kalten Wasserkreislauf gekühlt. Das hat den Vorteil, dass der Kühler ein kleineres Luftvolumen enthält, bei trotzdem geringerem Durchströmungswiderstand.
Der OM 628 mit der genauen Motorbezeichnung OM 628 DE 40 LA* fand bis 2005 in folgenden Mercedes-Fahrzeugen Verwendung:
| Verkaufsbezeichnung                                                                             | Baureihe | Bauzeitraum |
| ----------------------------------------------------------------------------------------------- | -------- | ----------- |
| Hubraum: 3996 cm³, Leistung: 184 kW (250 PS) bei 4000/min, Drehmoment: 560 Nm bei 1700–2600/min |          |             |
| ML 400 CDI                                                                                      | W 163    | 2001–2005   |
| S 400 CDI                                                                                       | W/V 220  | 1999–2003   |
| G 400 CDI                                                                                       | W 463    | 2001–2005   |
| Hubraum: 3996 cm³, Leistung: 191 kW (260 PS) bei 4000/min, Drehmoment: 560 Nm bei 1700–2600/min |          |             |
| E 400 CDI                                                                                       | W 211    | 2003–2005   |
| S 400 CDI                                                                                       | W/V 220  | 2003–2005   |

## OM 629
Mit neuerer CDI-Technik und höherem Ladedruck der zwei Turbolader, aber gleichem Hubraum, erreicht dieser Motor höhere Leistungs- und Drehmomentwerte. Auch er wurde ab Mitte 2005 in E- und S-Klasse-Limousine und zudem in M- und GL-Klasse unter der Bezeichnung 420 CDI eingesetzt. In der G-Klasse entfiel der OM 629 zugunsten des V6-CDI OM 642.
Der OM 629 mit der genauen Motorbezeichnung OM 629 DE 40 LA* fand bis Ende 2010 in folgenden Mercedes-Fahrzeugen Verwendung:
| Verkaufsbezeichnung                                                                             | Baureihe | Bauzeitraum         |
| ----------------------------------------------------------------------------------------------- | -------- | ------------------- |
| Hubraum: 3996 cm³, Leistung: 225 kW (306 PS) bei 3600/min, Drehmoment: 700 Nm bei 2000–2600/min |          |                     |
| ML 420 CDI ML 450 CDI                                                                           | W 164    | 2007–2009 2009–2010 |
| GL 420 CDI GL 450 CDI                                                                           | X 164    | 2006–2009 2009–2010 |
| Hubraum: 3996 cm³, Leistung: 231 kW (314 PS) bei 3600/min, Drehmoment: 730 Nm bei 2200/min      |          |                     |
| E 420 CDI                                                                                       | W 211    | 2005–2009           |
| Hubraum: 3996 cm³, Leistung: 235 kW (320 PS) bei 3600/min, Drehmoment: 730 Nm bei 2200/min      |          |                     |
| S 420 CDI S 450 CDI                                                                             | W/V 221  | 2006–2009 2009–2010 |

 * Die Motorbezeichnung ist wie folgt verschlüsselt:
OM = Ölmotor (Diesel), Baureihe = 3-stellig, DE = Direkteinspritzung, Hubraum = Deziliter (gerundet), L = Ladeluftkühlung, A = Abgasturbolader

## Weitere Anwendungen
Der OM 629 kommt unter der Bezeichnung Thielert Centurion 4.0 auch als Flugzeugmotor zum Einsatz.